# Legionella waltersii
Espèce
Legionella waltersii est une espèce de bactéries gram-négatives  de la famille des Legionellaceae.

## Description
Les Legionella waltersii sont des bacilles gram-négatifs dont la croissance est possible sur milieu BCYE supplémenté en L-cystéine mais pas en l'absence de cet acide aminé.

## Taxonomie
Le nom correct complet (avec auteur) de ce taxon est Legionella waltersii Benson et al. 1996.

### Étymologie
Le nom attribué à cette espèce l'a été pour honoré le chercheur qui a isolé cet organisme et son étymologie est la suivante : wal.ters’i.i. N.L. gen. masc. n. waltersii, de Walters, pour honorer R.P. Walters.